# Вялка (река, впадает в Островенское озеро)
Вялка — река в России, протекает по Окуловскому району Новгородской области. Река вытекает из озера Вялое у деревни Ольгино, впадает в озеро Островенское, из которого вытекает река Льняная. Длина Вялки составляет 11 км, площадь водосборного бассейна — 72,9 км².

## Данные водного реестра
По данным государственного водного реестра России относится к Балтийскому бассейновому округу, водохозяйственный участок реки — Мста без реки Шлина от истока до Вышневолоцкого г/у, речной подбассейн реки — Волхов. Относится к речному бассейну реки Нева (включая бассейны рек Онежского и Ладожского озера).
Код объекта в государственном водном реестре — 01040200212102000021060.